# Stele von Lauris-Puyvert

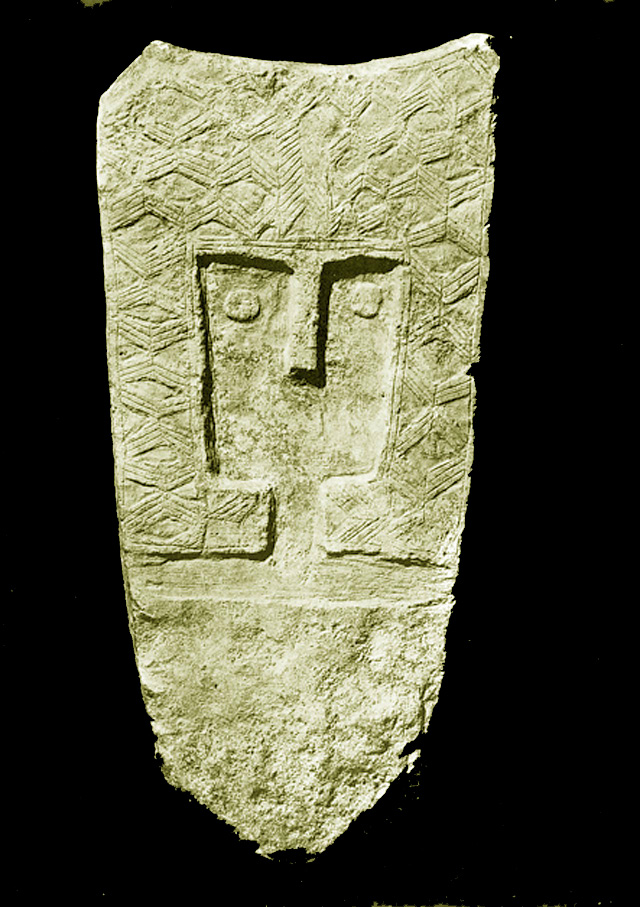
Stele von Lauris-Puyvert

Die anthropomorphe neolithische Stele von Lauris-Puyvert (französisch Stèle de Lauris) aus Lauris-Puivert im Département Vaucluse in Frankreich ist der Form der Statuenmenhire angenähert und die berühmteste Stele der Provence.
Die im Musée Calvet in Avignon aufbewahrte Stele bezeugt die Verbreitung der Lagozza-Kultur am Ende des Neolithikums in dieser Gegend.
Die kleine Stele wurde aus einer etwa 6,0 cm dicken Kalksteinplatte im Format 32 × 15 cm hergestellt und zeigt das für die Darstellung auf Statuenmenhiren typische stilisierte Gesicht.